# Pterotaea agnesae
Pterotaea agnesae là một loài bướm đêm trong họ Geometridae.